# Jenny De Nucci
Jenny De Nucci, all'anagrafe Jenny Claudia De Nucci (Garbagnate Milanese, 27 maggio 2000), è un'attrice italiana.

## Biografia
Ha iniziato la sua carriera nel 2017 con la partecipazione alla prima edizione del reality show Il collegio. Nel 2019 ha recitato nella sesta stagione della serie televisiva Un passo dal cielo, interpretando il ruolo di Isabella Ferrante. Successivamente, nel 2020, è apparsa nella dodicesima stagione di Don Matteo, dove ha interpretato il personaggio di Alice Videtti.
Nel 2021 ha fatto il suo debutto nel cinema interpretando il ruolo di Rebecca nel film Ancora più bello e nello stesso anno, ha fatto il suo esordio come doppiatrice in Sing 2 - Sempre più forte, dove ha prestato la voce a Porsha Crystal. Nel corso degli anni, ha partecipato a diverse altre produzioni cinematografiche, tra cui Prima di andare via (2023) e Phobia (2023) in ruoli principali, oltre ai film Ragazzaccio (2022), Lo sposo indeciso che non poteva o forse non voleva più uscire dal bagno (2023), Pensati sexy (2024) e La dolce villa (2025).

## Filmografia

### Attrice

#### Cinema
- Ancora più bello, regia di Claudio Norza (2021)
- Sempre più bello, regia di Claudio Norza (2021)
- Ragazzaccio, regia di Paolo Ruffini (2022)
- Prima di andare via, regia di Massimo Cappelli (2023)
- Phobia, regia di Antonio Abbate (2023)
- Lo sposo indeciso che non poteva o forse non voleva più uscire dal bagno, regia di Giorgio Amato (2023)
- Pensati sexy, regia di Michela Andreozzi (2024)
- La dolce villa, regia di Mark Waters (2025)

#### Televisione
- Un passo dal cielo – serie TV (2019-2020)
- Don Matteo – serie TV, episodi 12×03 e 12×09 (2020)
- Monterossi 2 – serie TV (2023)
- Odio il Natale – serie TV (2023)

#### Cortometraggi
- Happy Birthday, regia di Lorenzo Giovenga (2019)
- Free Words (2023)

Videoclip
- Stupidah Braies (2018)
- Mille guerre di Ariete (2021)

### Doppiatrice

#### Film di animazione
- Sing 2 - Sempre più forte (Sing 2), regia di Garth Jennings (2021)

## Programmi televisivi
- Il collegio (Rai 2, 2017) - collegiale
- Back to School (Italia 1, 2023) - concorrente

## Discografia
Singoli
- 2018 – Stupidah Braies (con Beatrice Arnera e Pilar Fogliati)

## Riconoscimenti
- 2018 – Festival internazionale del cinema di Salerno Riconoscimento speciale "per il Brillante debutto nel mondo dello spettacolo"[15][16]
- 2019 – Giffoni Film Festival - Explosive Talent Award[17]

## Opere
- Girls. Siamo tutte regine, De Agostini, 2019, ISBN 978-8851168223.